# Avalanche Studios Group

Avalanche Studios Group (англ. «avalanche» — укр. «лавина») — шведська компанія, що займається розробкою та видавництвом відеоігор. Штаб-квартира знаходиться у Стокгольмі. Avalanche Studios Group є материнською компанією, до складу якої входять студії Avalanche Studios, Expansive Worlds і Systemic Reaction.

## Історія

### До Avalanche Studios
Avalanche Studios була заснована у березні 2003 року Лінусом Бломбергом та Крістофером Сандбергом. До створення студії Крістофер працював у сфері видавництва відеоігор, а також над серією FIFA в Electronic Arts. Обидва вони приєдналися до Paradox Interactive, видавця відеоігор, який видавав ігри, як Europa Universalis та інші. Зрештою, у 2001 році Сандберг і Бломберг заснували власну студію під назвою Rock Solid Studios. Студія співпрацювала з Conspiracy Entertainment над розробкою ігроадаптації серії фільмів Tremors від Universal Pictures. Гра, під назвою Tremors: The Game, повинна була бути випущеною на ПК, Playstation 2, Xbox та Nintendo GameCube у 2003 році. В цей період, студія Starbreeze Studios оголосила про придбання студії Rock Solid. Угода між двома компаніями була порушена Starbreeze і вони розірвали угоду. Крім цього, Universal вирішив скасувати Tremors: The Game , що змусило Rock Solid оголосити про банкрутство. З крахом студії, Бломберг і Сандберг стали безробітними і застрягли у боргах.
Через деякий час, вони вирішили розпочати все з чистого аркуша, і у 2003 році створили студію Avalanche Studios разом із шістьма іншими співробітниками. Придумуючи назву для своєї нової студії, Сандберг та Бломберг шукали в списках військових кодових фраз, що використовувались під час Другої світової війни. Врешті-решт, вони вибрали слово Лавина (англ. Avalanche). Розмірковуючи про заснування, у 2015 році Крістофер Сандберг заявив, що студія була заснована в хаосі, і пояснював невдачу Rock Solid довірою «не тим людям».

### Заснування Avalanche Studios та перші роки
Після заснування, студія розпочала розробку над прототипом проекту під назвою Rico: Terror in the Tropics у 2003 році. Задумка, розроблена самим Сандбергом, з часом стане титульною грою студії Avalanche Studios — Just Cause. Через деякий час, він передав концепцію гри видавцю Eidos Interactive. За словами Крістофера, він хотів розробити гру, «де ти можеш стрибнути з парашутом на дах автомобіля і продовжити їхати». Гра була випущена у 2006 році на Microsoft Windows, PlayStation 2 та Xbox 360. Сандберг вважав гру «ДНК» і «центральною точкою студії», оскільки це була перша гра, яку вони розробили.
Після випуску Just Cause, Avalanche почала допомагати TheHunter. Спершу розроблена, та видана Emote Games, франшиза була придбана Avalanche Studios у 2010 році. Оскільки TheHunter це онлайн-гра, Avalanche створила дочірню студію під назвою Expansive Worlds 24 березня того ж року, щоб вони постійно займалися розвитком гри. Нова студія також працюватиме над новими онлайн-іграми.
Під час розробки TheHunter, одночасно в розробці була і AionGuard з Just Cause 2. AionGuard це гра у жанрі фентезі, яка пізніше була відмінена. Just Cause 2 було анонсовано у січні 2008 року, на власному рушії під назвою Apex Engine 2.0, відрізняється від попередньої частини декількома новими вдосконаленнями. У 2008 році студія постраждала від звільнень — керівництво звільнило 77 співробітників після того, як компанія втратила близько 35 мільйонів доларів, через втрату двох контрактних проектів. Пізніше один з них отримав назву «Arcadia» — гра, яка повинна була бути випущеною THQ. Після цього інциденту, Сандберг заявив, що компанія і надалі залишатиметься невеликою студією. Just Cause 2 не вийшов у 2009 році, який Крістофер розцінив як «поганий рік для більшості компаній, включаючи нас самих». У травні 2009 року було звільнено ще 20 працівників. Незважаючи на численні звільнення, розробку Just Cause 2 було завершено, гра була випущена у березні 2010 року на Microsoft Windows, PlayStation 3 та Xbox 360.

### 2010-ті
Після випуску Just Cause 2, Avalanche анонсувала розробку нового проекту. Нову гру під назвою ''Renegade Ops'' було анонсовано 30 березня 2011 року. Порівняно з попередніми іграми, періоди виробництва та розробки гри було набагато коротшими. Renegade Ops було випущено 14 жовтня того ж року.
15 червня 2011 Avalanche оголосила про створення нового підрозділу у Нью-Йорку. Офіційно студія була відкрита 17 листопада 2011 року, тоді ж оголосили про перший проект, який буде розробляти цей підрозділ, під кодовою назвою Project Mamba — AAA гра, яка вийде на консолях наступного покоління та ПК у 2014 році. Нова студія розташована в Сохо, Мангеттен. Її очолює Девід Грінс, який був колишнім співробітником Activision та Atari SA. За словами Грінса, Avalanche обрала Нью-Йорк місцем розташування нової студії через меншу конкуренцію.
У 2012 році розпочалася розробка Mad Max. Протягом періоду створення гри, компанія проводила консультації з режисером фільму Божевільний Макс Джорджем Міллером. У серпні 2014 року Avalanche Studios оголосила, що розробляє кілька нових проектів, назвавши 2015 рік «найбільшим роком для Avalanche». Крім того, студія оголосила, що студія що базується у Стокгольмі, буде перенесено в більшу будівлю, для подальшого розширення у третьому кварталі 2015 року. Спочатку Mad Max повинен був вийти у 2014 році, але реліз був перенесений на вересень 2015.
Поки Mad Max розроблявся студією Avalanche у Стокгольмі, відділ у Нью-Йорку займався розробкою Just Cause 3. Розробка Just Cause 3 розпочалася на початку 2012 року. Студія відправила команду відвідати джунглі у Коста-Риці, щоб оглянути місцеві ландшафти та довкілля, а також допомогти у створенні ігрового світу як для Mad Max, так і для Just Cause 3.
На додаток до Mad Max і Just Cause 3, на 2015 заплановано вихід гри TheHunter: Primal, в якій присутні динозаври. Гра вийшла 31 березня 2015 року. Студія також випустила свою першу мобільну гру під назвою Rumble City, це покрокова стратегія, яка вийшла 7 липня 2015 року.
Mad Max було випущено 1 вересня 2015 року. Гравець грає за божевільного Макса — одинокого воїна у постапокаліптичному світі, де прокачування свого автомобіля є ключем до виживання. Макс не хоче нічого іншого, як залишити божевілля позаду. А 1 грудня того ж року було випущено Just Cause 3. Гравець грає за Ріко Родрігеса, головна мета якого, знищити генерала Ді Равелло, людину з ненаситним апетитом до влади, від контроля якого, страждає середземньоморська республіка Медічі.
У жовтні 2015 року компанія оголосила, що як і в Нью-Йорку, так і в Стокгольмі відбудуться незначні скорочення, оскільки студія переживала важкий перехід між проектами, і що вона не могла утримувати стільки великих команд протягом цього періоду. У червні 2016 року офіс оголосив, що найняв Кемерона Фута, провідного дизайнера багатокористувацької модифікації Just Cause 2, «для роботи над нинішніми та майбутніми проектами Avalanche».
У травні 2018 року студія оголосила, що створила другий шведський офіс у місті Мальме, тоді ж Avalanche було оголошено спільним розробником Rage 2 разом з id Software. В інтерв'ю Game Informer Сандберг повідомив, що компанія зосередиться на розробці оригінальної інтелектуальної власності, і, незважаючи на продовження співпраці з іншими видавцями, акцент компанії буде перенесений на самостійне видання.
30 травня 2018 року Nordisk Film оголосила, що вони повністю придбали Avalanche Studios за €117 млн. У червні того ж року, Avalanche анонсувала шутер від першої особи під назвою Generation Zero, який було випущено 26 березня 2019 року. 10 червня на брифінгу Xbox на E3 було анонсовано Just Cause 4, гра була випущена 4 грудня того ж року. 25 червня 2018 року компанія оголосила, що наразі розробляє 6 проектів.

### 2020-ті
У березні 2020 року компанія оголосила, що перейменовується в Avalanche Studios Group, виступаючи материнською компанією для трьох дочірніх студій: Avalanche Studios (яка продовжуватиме розробляти AAA ігри, такі як Mad Max і Just Cause), Expansive Worlds (для розробки тематичних ігор, як TheHunter) та Systemic Reaction (для самовидавництва).
В червні того ж року студія відкрила офіс у Ліверпулі.

## Розроблені ігри

### Ігри розроблені Avalanche Studios
| Рік  | Назва             | Платформи | Платформи | Платформи | Платформи | Платформи | Платформи | Платформи | Платформи | Платформи | Платформи | Платформи | Платформи | Видавець                               |
| Рік  | Назва             | PS2       | PS3       | PS4       | Lin       | Mac       | Win       | Xbox      | X360      | XONE      | XSX       | iOS       | AND       | Видавець                               |
| ---- | ----------------- | --------- | --------- | --------- | --------- | --------- | --------- | --------- | --------- | --------- | --------- | --------- | --------- | -------------------------------------- |
| 2006 | Just Cause        | Так       | Ні        | Ні        | Ні        | Ні        | Так       | Так       | Так       | Ні        | Ні        | Ні        | Ні        | Eidos Interactive                      |
| 2009 | TheHunter         | Ні        | Ні        | Ні        | Ні        | Ні        | Так       | Ні        | Ні        | Ні        | Ні        | Ні        | Ні        | Emote Games                            |
| 2010 | Just Cause 2      | Ні        | Так       | Ні        | Ні        | Ні        | Так       | Ні        | Так       | Ні        | Ні        | Ні        | Ні        | Eidos Interactive                      |
| 2011 | Renegade Ops      | Ні        | Так       | Ні        | Ні        | Ні        | Так       | Ні        | Так       | Ні        | Ні        | Ні        | Ні        | Sega                                   |
| 2015 | theHunter: Primal | Ні        | Ні        | Ні        | Ні        | Ні        | Так       | Ні        | Ні        | Ні        | Ні        | Ні        | Ні        | Expansive Worlds, Avalanche Studios    |
| 2015 | Rumble City       | Ні        | Ні        | Ні        | Ні        | Ні        | Ні        | Ні        | Ні        | Ні        | Ні        | Так       | Так       | Avalanche Studios                      |
| 2015 | Mad Max           | Ні        | Ні        | Так       | Так       | Так       | Так       | Ні        | Ні        | Так       | Ні        | Ні        | Ні        | Warner Bros. Interactive Entertainment |
| 2015 | Just Cause 3      | Ні        | Ні        | Так       | Ні        | Ні        | Так       | Ні        | Ні        | Так       | Ні        | Ні        | Ні        | Square Enix                            |
| 2018 | Just Cause 4      | Ні        | Ні        | Так       | Ні        | Ні        | Так       | Ні        | Ні        | Так       | Ні        | Ні        | Ні        | Square Enix                            |
| 2019 | Rage 2            | Ні        | Ні        | Так       | Ні        | Ні        | Так       | Ні        | Ні        | Так       | Ні        | Ні        | Ні        | Bethesda Softworks                     |
| TBA  | Contraband        | Ні        | Ні        | Ні        | Ні        | Ні        | Так       | Ні        | Ні        | Ні        | Так       | Ні        | Ні        | Xbox Game Studios                      |

### Ігри розроблені Expansive Worlds
| Рік  | Назва                        | Платформи | Платформи | Платформи | Платформи | Платформи | Платформи | Платформи | Платформи | Платформи | Платформи | Платформи | Видавець                            |
| Рік  | Назва                        | PS2       | PS3       | PS4       | Lin       | Mac       | Win       | Xbox      | X360      | XONE      | iOS       | AND       | Видавець                            |
| ---- | ---------------------------- | --------- | --------- | --------- | --------- | --------- | --------- | --------- | --------- | --------- | --------- | --------- | ----------------------------------- |
| 2015 | TheHunter: Primal            | Ні        | Ні        | Ні        | Ні        | Ні        | Так       | Ні        | Ні        | Ні        | Ні        | Ні        | Expansive Worlds, Avalanche Studios |
| 2017 | theHunter: Call of the Wild  | Ні        | Ні        | Так       | Ні        | Ні        | Так       | Ні        | Ні        | Так       | Ні        | Ні        | Expansive Worlds                    |
| 2022 | Call of the Wild: The Angler | Ні        | Ні        | Так       | Ні        | Ні        | Так       | Ні        | Ні        | Так       | Ні        | Ні        | Expansive Worlds                    |

### Ігри розроблені Systemic Reaction
| Рік  | Назва             | Платформи | Платформи | Платформи | Платформи | Платформи | Платформи | Платформи | Платформи | Платформи | Платформи | Платформи | Видавець          |
| Рік  | Назва             | PS2       | PS3       | PS4       | Lin       | Mac       | Win       | Xbox      | X360      | XONE      | iOS       | AND       | Видавець          |
| ---- | ----------------- | --------- | --------- | --------- | --------- | --------- | --------- | --------- | --------- | --------- | --------- | --------- | ----------------- |
| 2019 | Generation Zero   | Ні        | Ні        | Так       | Ні        | Ні        | Так       | Ні        | Ні        | Так       | Ні        | Ні        | Systemic Reaction |
| 2021 | Second Extinction | Ні        | Ні        | Ні        | Ні        | Ні        | Так       | Ні        | Ні        | Так       | Ні        | Ні        | Systemic Reaction |